# Ford Escort (Noord-Amerika)
De Ford Escort is een auto uit de compacte middenklasse die door Ford geproduceerd werd van 1980 tot 2003. Het was het eerste model met voorwielaandrijving dat door Ford op de Noord-Amerikaanse markt verkocht werd. De coupéversie van de eerste generatie Escort kreeg de naam Ford EXP, de sedanversie werd als Ford Tempo aangeboden. De eerste generatie werd in Amerika ook verkocht als de Mercury Lynx en de tweede en derde generatie als de Mercury Tracer.

## Eerste generatie (1981-1990)
De Noord-Amerikaanse Escort werd eind 1980 geïntroduceerd als de opvolger van de Ford Pinto en de uit Europa 
geïmporteerde Ford Fiesta. Aanvankelijk was het de bedoeling om componenten te delen met de Europese Escort (Mk3). De exemplaren uit 1981 hadden op de voorspatborden in plaats van het blauwe ovale Ford-logo een Escort-badge met een wereldbol die de aarde voorstelde, wat moest impliceren dat de Escort voor wereldwijde verkoop bedoeld was. De Europese en Noord-Amerikaanse Escort werden echter twee totaal verschillende auto's. Alhoewel ze een vergelijkbare carrosserielijn hadden waren er geen gemeenschappelijke onderdelen: de Amerikaanse versie was groter en voorzien van meer chroomelementen, een typisch modekenmerk voor Amerikaanse voertuigen uit die periode. Uiteindelijk waren de enige onderdelen die uitwisselbaar waren met de Europese Escort de motor en de versnellingsbak. 
De Escort werd aanvankelijk alleen verkocht als driedeurs hatchback, aangedreven door een 1,6L viercilinder benzinemotor van 48 kW (65 pk) die gekoppeld was aan een handgeschakelde vierbak of een optionele drietraps automatische versnellingsbak. De wagen werd aangeboden in de uitrustingsniveaus Base, L, GL, GLX en de sportieve SS.
In 1982 kwam er ook een vijfdeurs hatchback en een vijfdeurs stationwagen bij. Er werd een "high-performance" versie van de viercilinder toegevoegd met 60 kW (81 pk) en het vermogen van de basismotor werd opgetrokken tot 52 kW (71 pk). De SS werd vervangen door de GT-uitvoering.
In 1983 introduceerde Ford een injectieversie van de 1,6L benzinemotor met 66 kW (89 pk), in combinatie met een handgeschakelde vijfbak. Vanaf 1984 was er ook een 2,0L viercilinder dieselmotor van Mazda beschikbaar met 39 kW (53 pk).

### Facelift
In 1985 kreeg de Escort een facelift met een hertekende voor- en achterkant met minder chroom en verzonken koplampen. De uitrustingsniveaus bestonden uit L, GL, LX en GT. De basisversie kreeg de naam Pony. De benzinemotor van 1,6L werd vervangen door een 1,9L-motor met 64 kW (87 pk), de dieselmotor bleef ongewijzigd beschikbaar maar verdween in 1987 uit het aanbod. Vanaf 1987 werden alle 1,9L motoren voorzien van brandstofinjectie.
De Escort onderging in 1988 nog een tweede, kleinere facelift. De wagen kreeg een meer gestroomlijnde voor- en achterkant, nieuwe bumpers in kunststof (die de metalen bumpers vervingen), grotere zijruiten achteraan en grotere velgen. Het vermogen van de 1,9L-motor steeg tot 82 kW (112 pk).

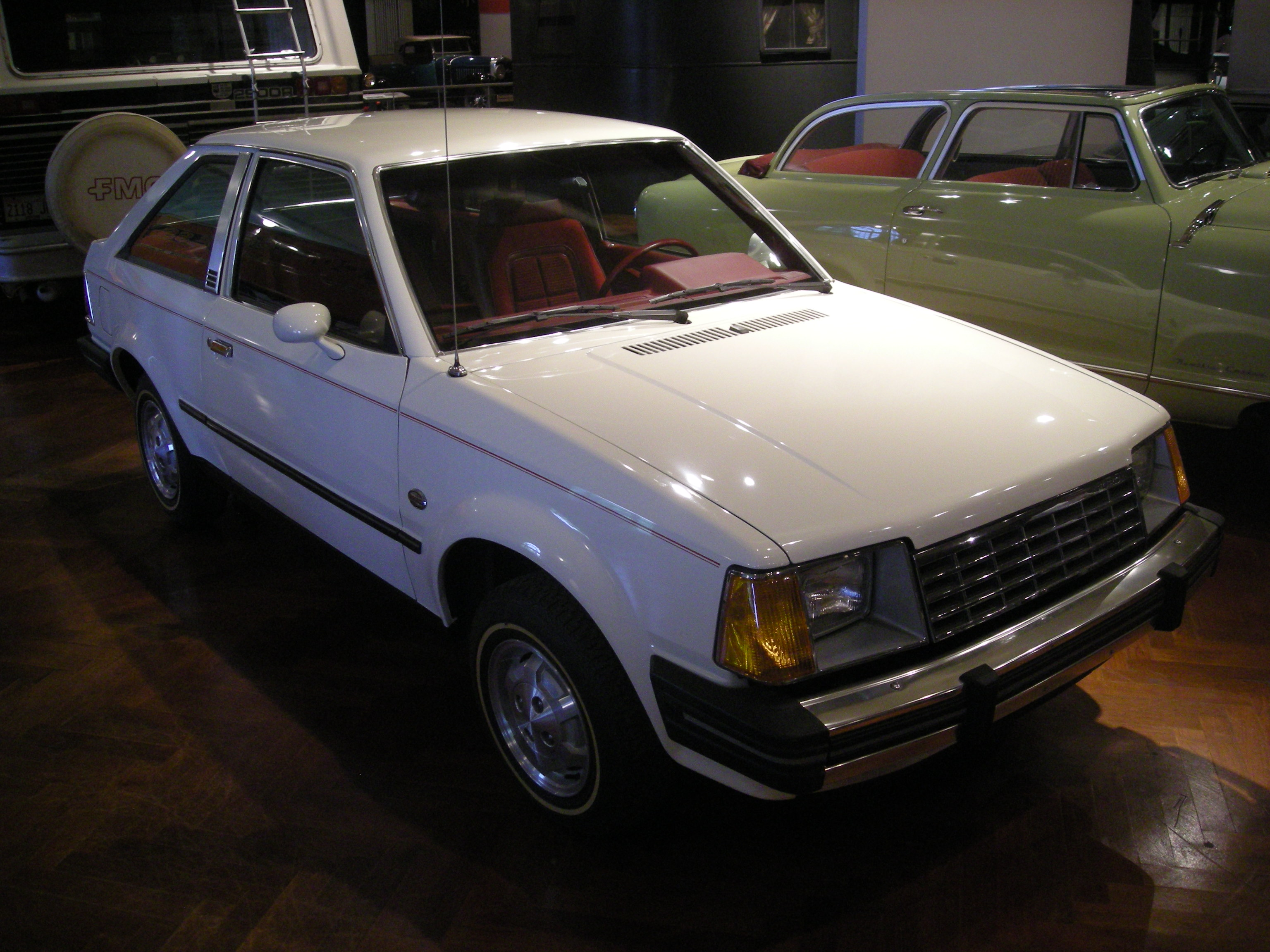
Ford Escort GLX (1981)
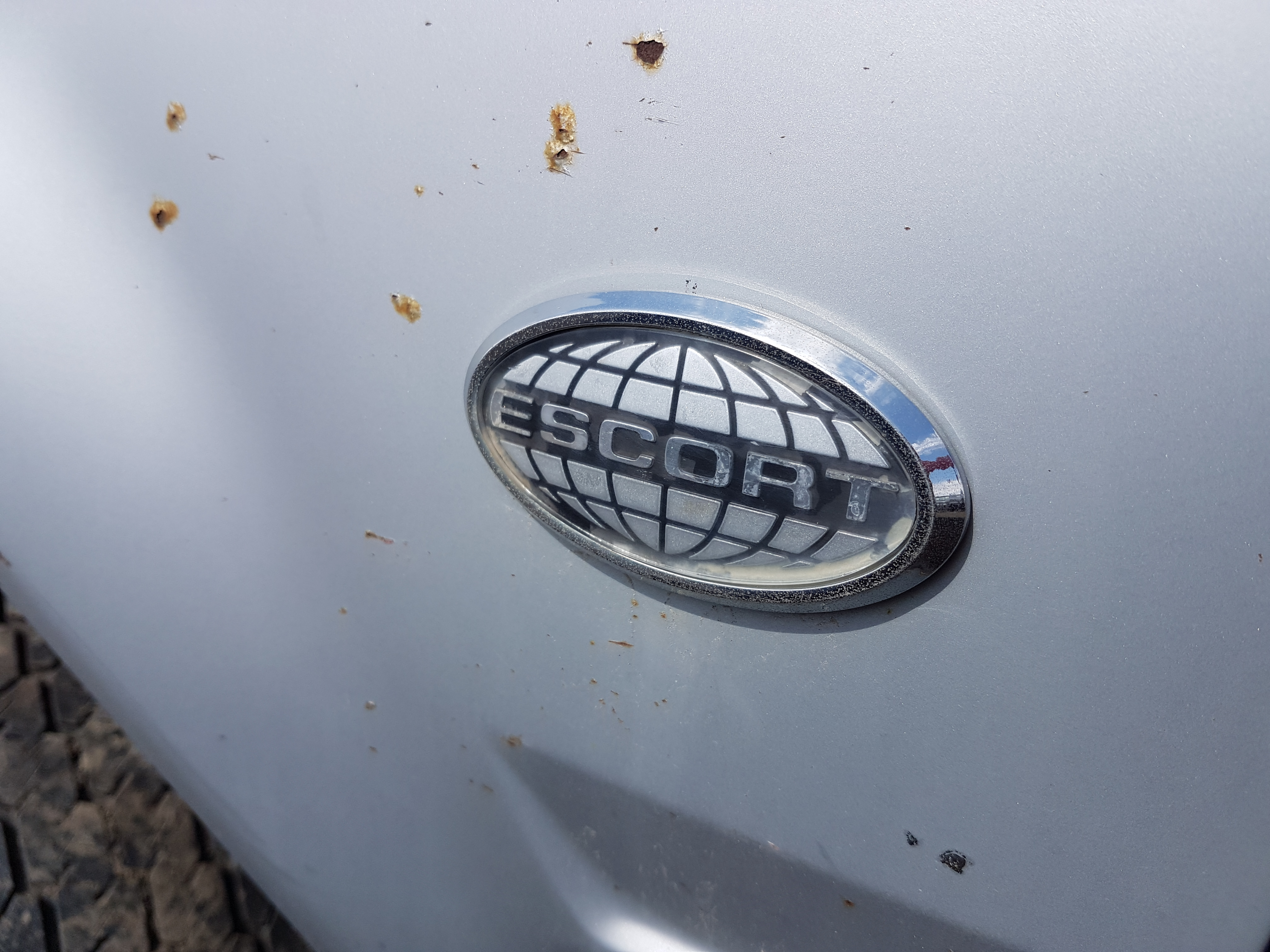
Ford Escort logo (1981)
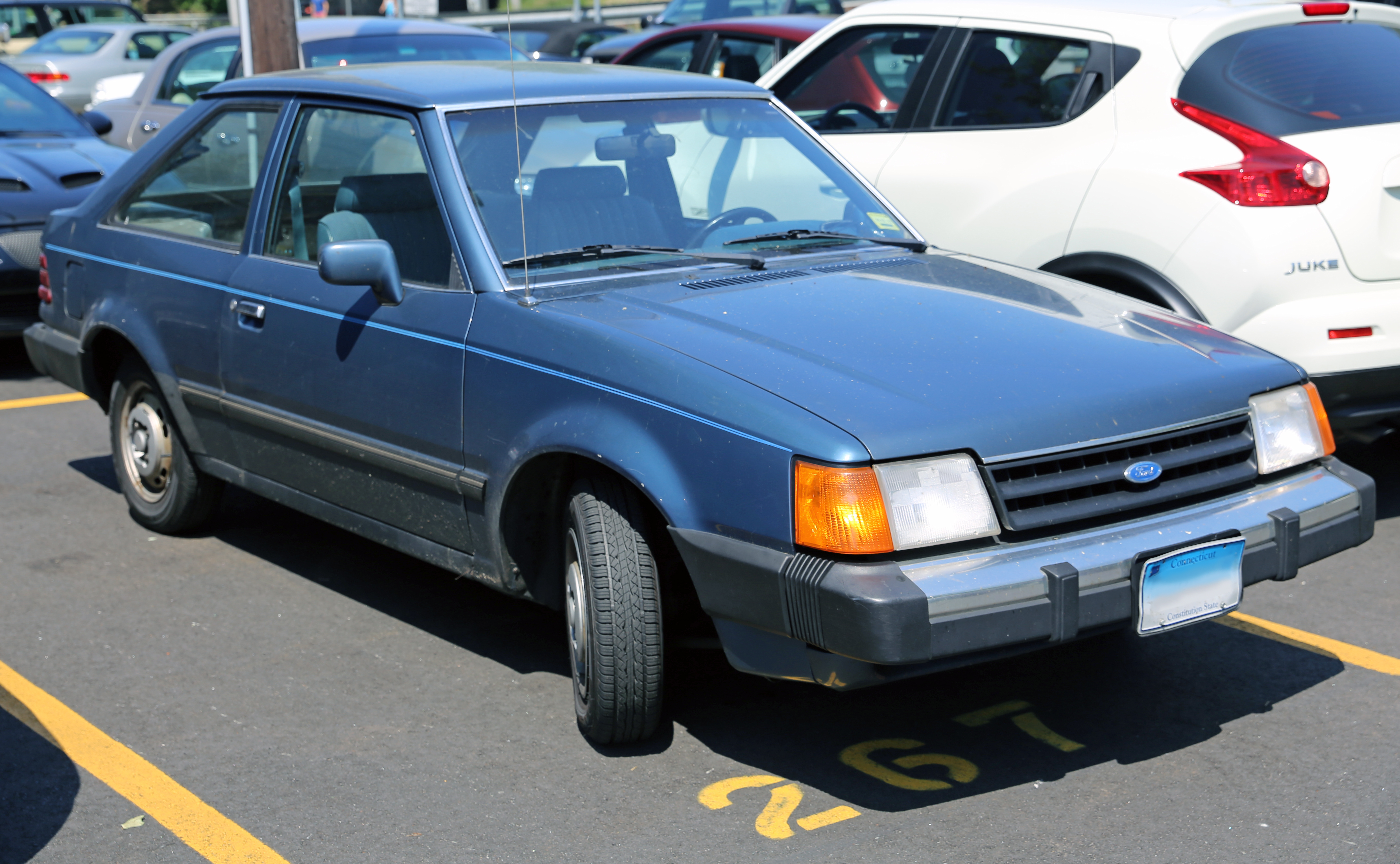
Ford Escort (1985–1988)
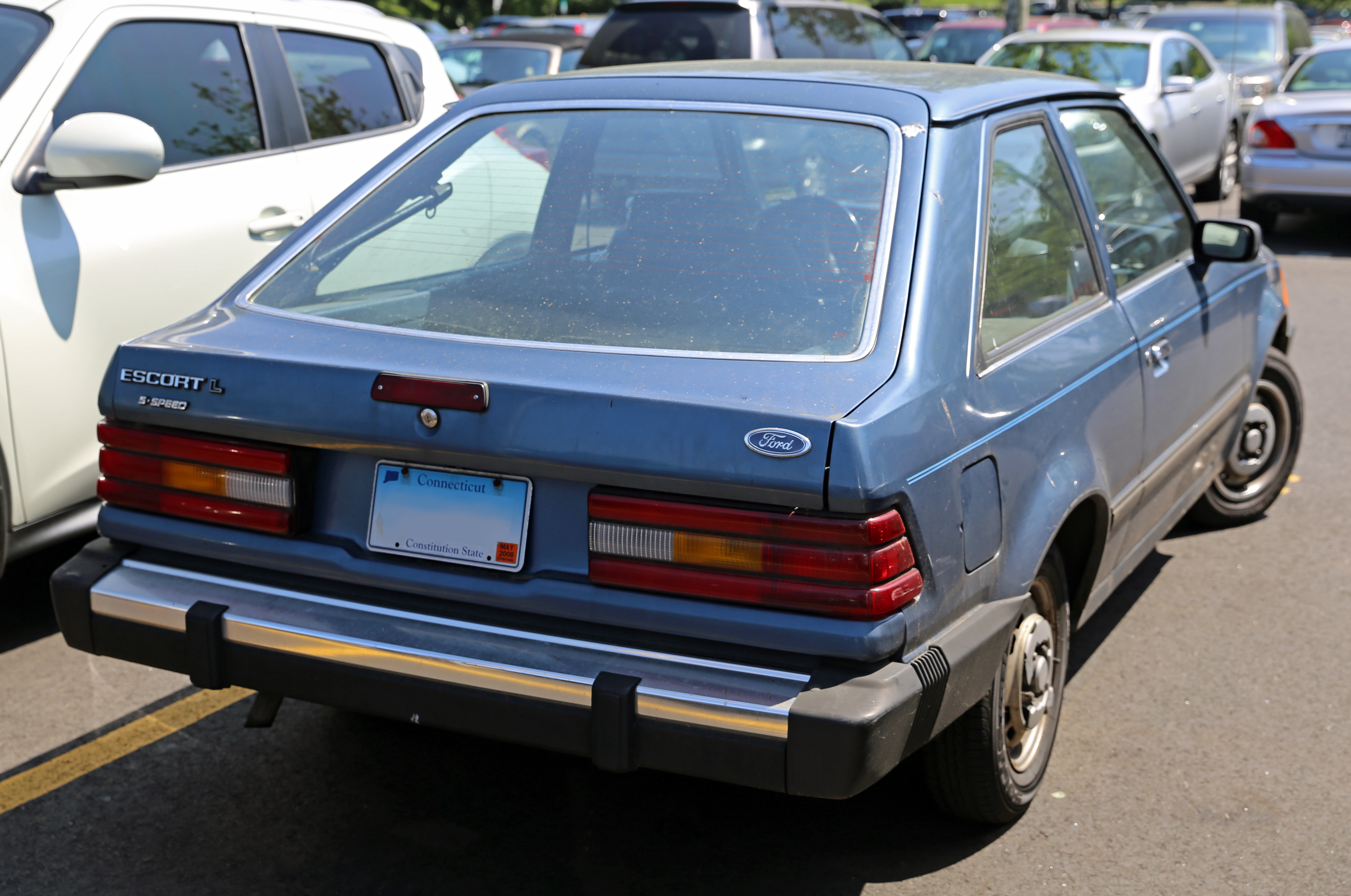
Ford Escort (1985-1988), achteraanzicht
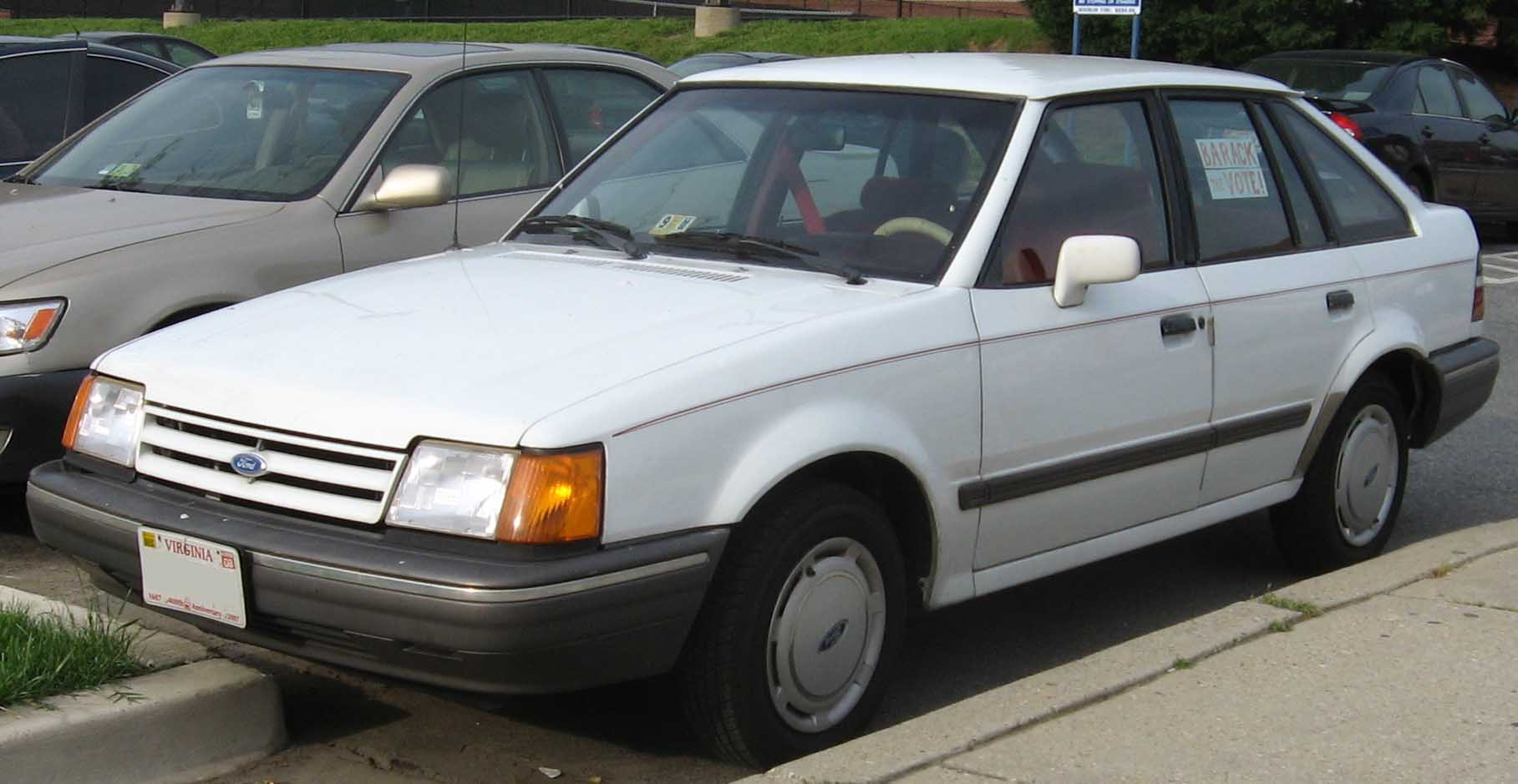
Ford Escort (1988–1990)
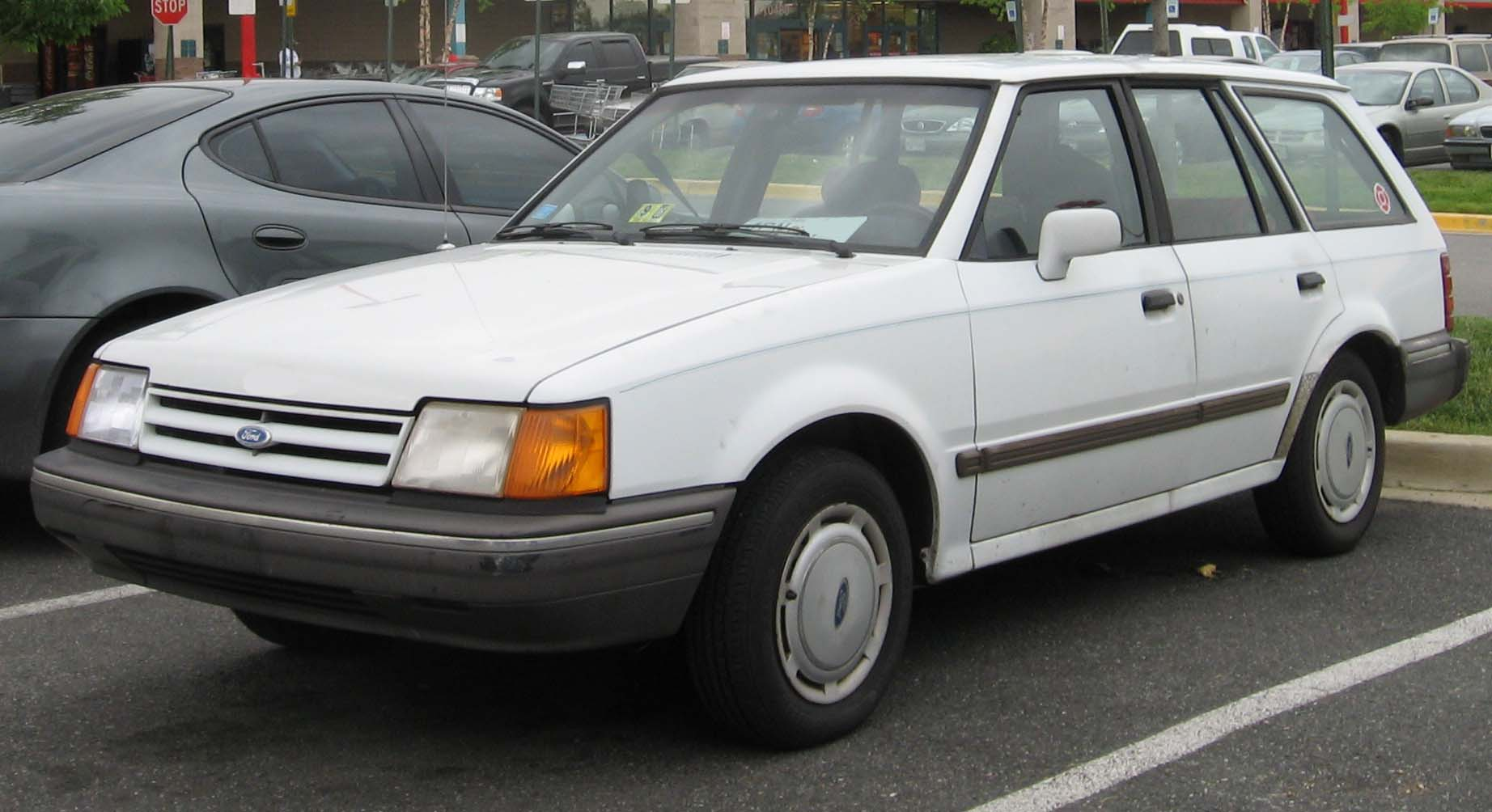
Ford Escort stationwagen (1988–1990)
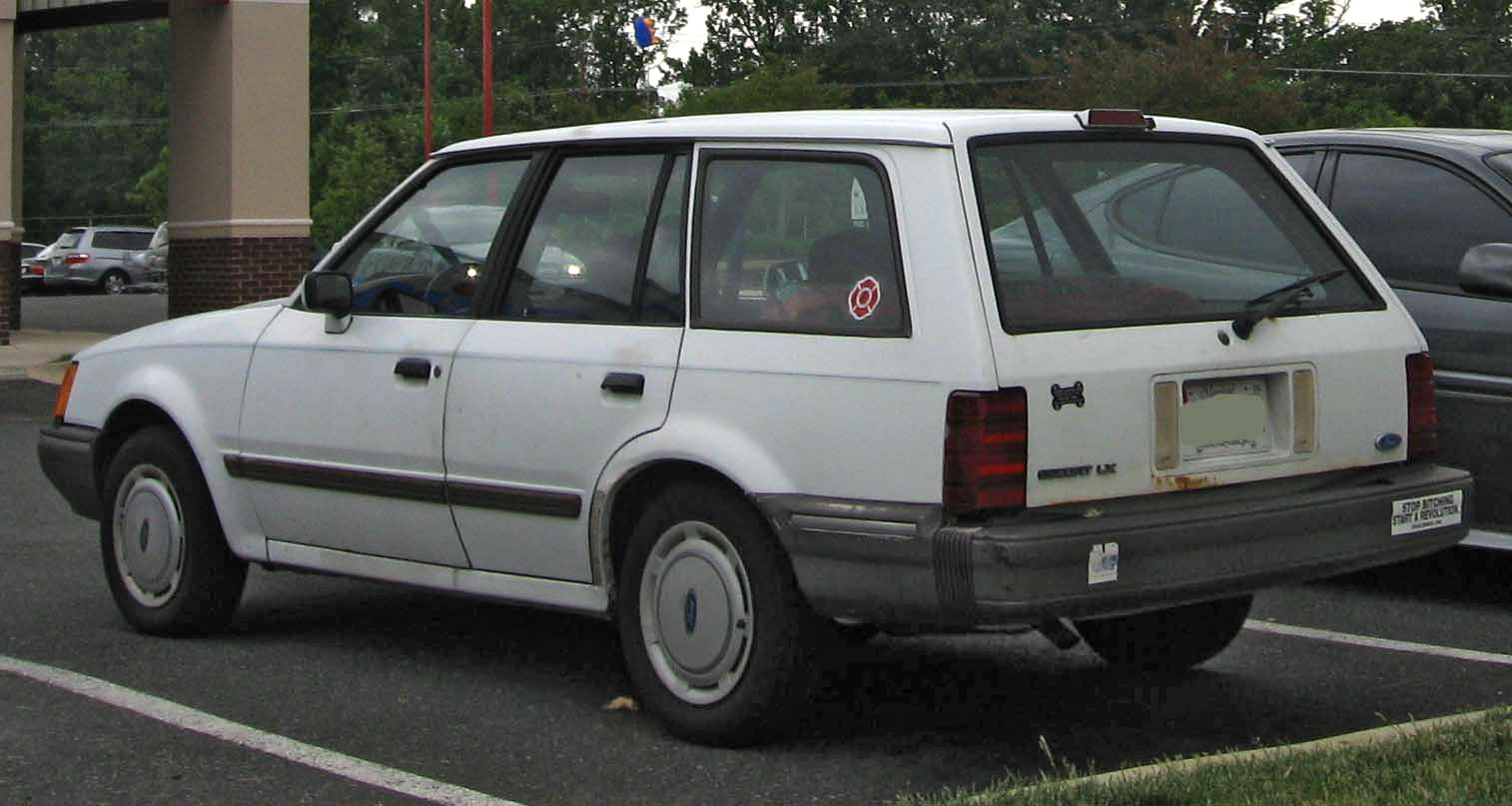
Ford Escort stationwagen (1988–1990), achteraanzicht

## Tweede generatie (1991-1996)
De Escort werd in 1990 vervangen door een volledig nieuwe auto, waarvan het ontwerp gebaseerd was op het Mazda B platform (BG) dat ook gebruikt werd voor de Mazda 323 en de eerste generatie van de Kia Sephia. Deze tweede generatie was nauw verwant met de Ford Laser die door Ford aangeboden werd op de Aziatische en Australische markt. Alhoewel de Escort geen verwantschap meer had met de Europese Escort, bleef de naam behouden voor de Noord-Amerikaanse markt wegens de sterke naamsbekendheid maar ook omdat de naam Laser er al in gebruik was door de Chrysler Laser.
De tweede generatie werd aangeboden als drie- en vijfdeurs hatchback en vijfdeurs stationwagen met de uitrustingsniveaus Pony, LX en GT. De Pony en LX werden aangedreven door de 1,9L viercilinder benzinemotor met 66 kW (90 pk) uit de vorige generatie Escort, de GT kreeg een 1,8L viercilinder benzinemotor van Mazda met 95 kW (130 pk).
Vanaf 1992 was de Escort ook verkrijgbaar als vierdeurs sedan. De Pony werd vervangen door  het "standaard" uitrustingsniveau en de LX was tot 1993 leverbaar als LX-E met dezelfde sportuitrusting als de GT.
Vanaf 1994 was een airbag voor de bestuurder beschikbaar en met de introductie van het vernieuwde dashboard in 1995 werden de wagens standaard geleverd met een airbag voor de bestuurder en voor de passagier vooraan.

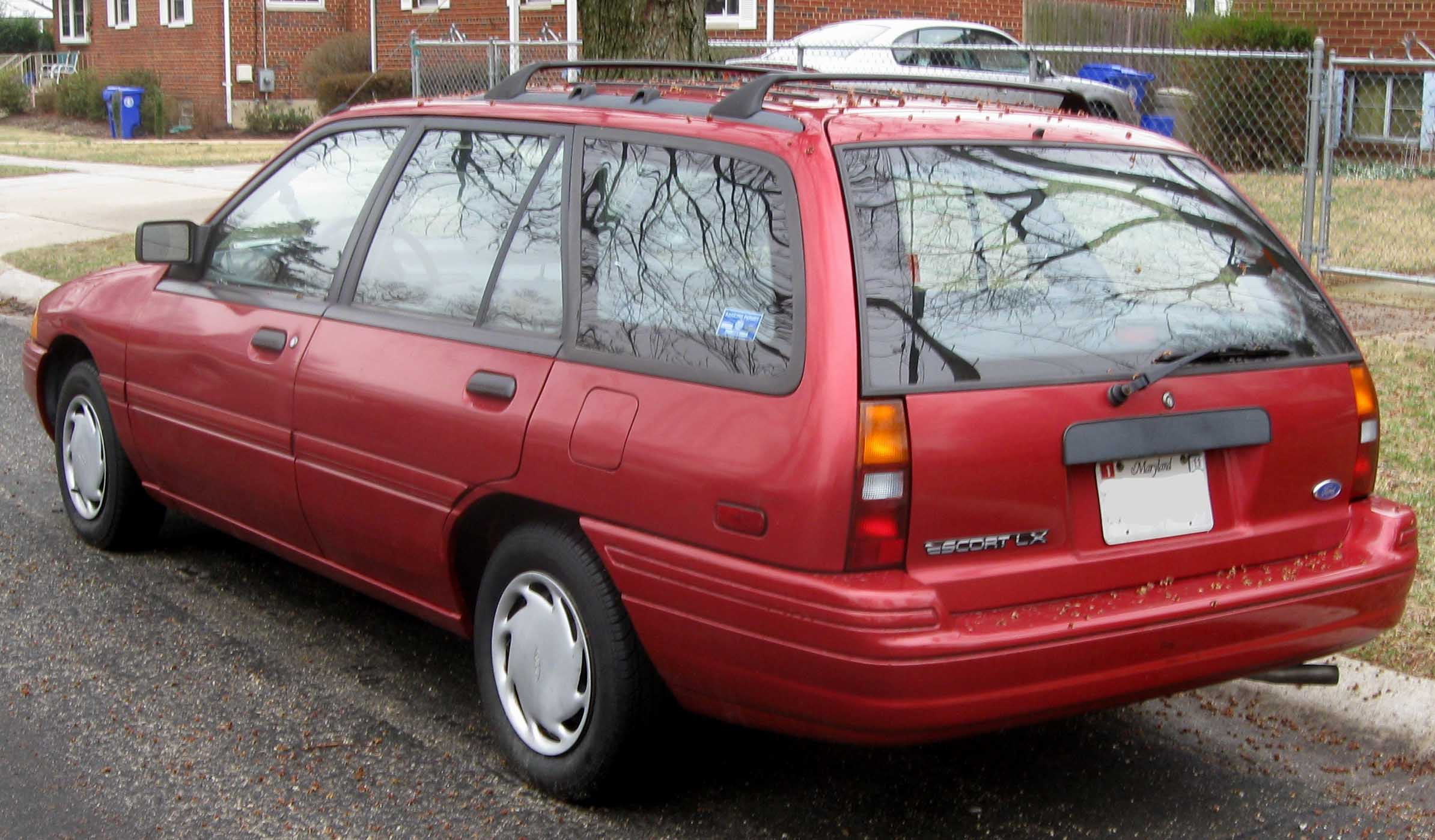
Ford Escort stationwagen
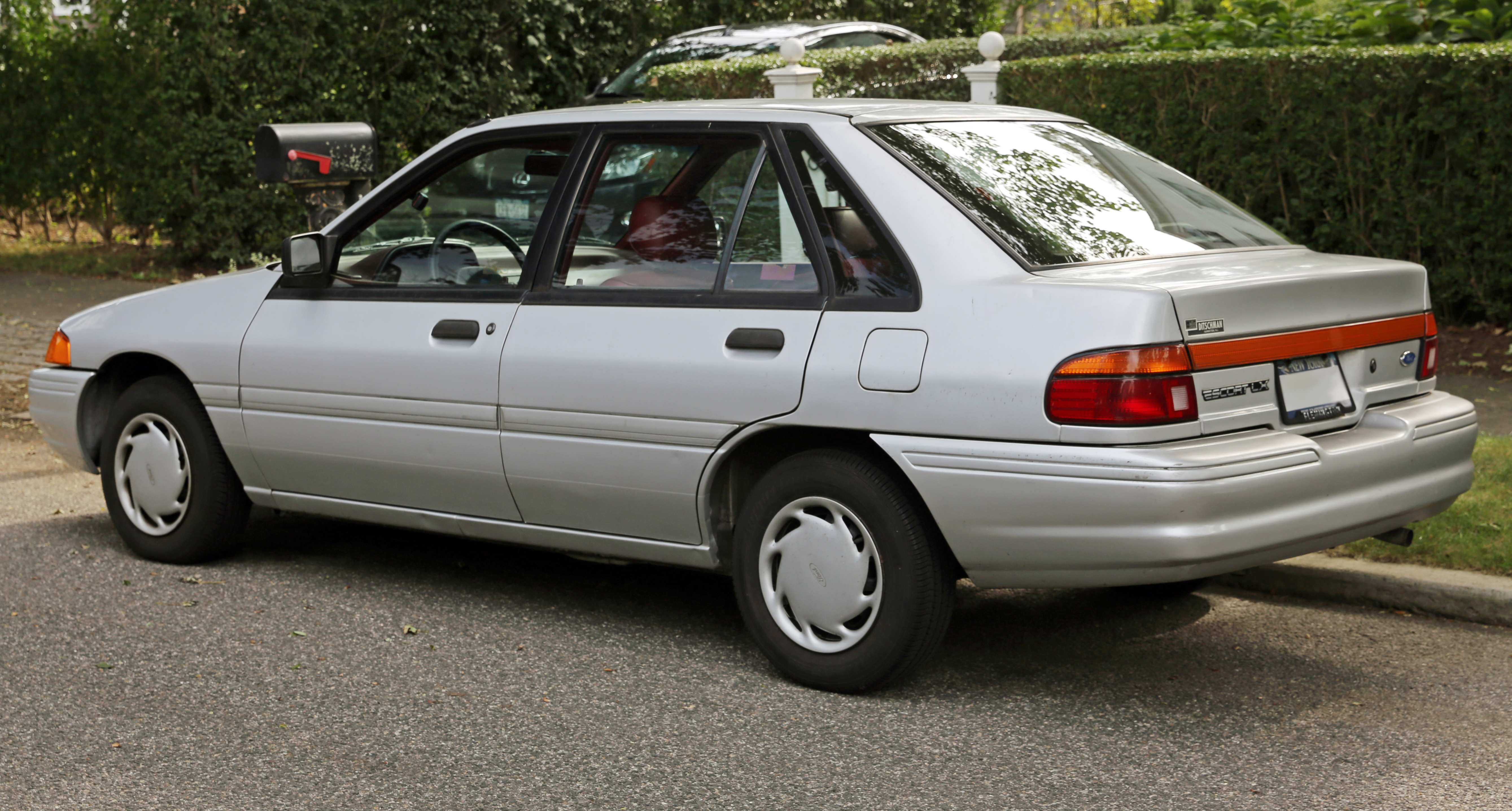
Ford Escort vijfdeurs hatchback
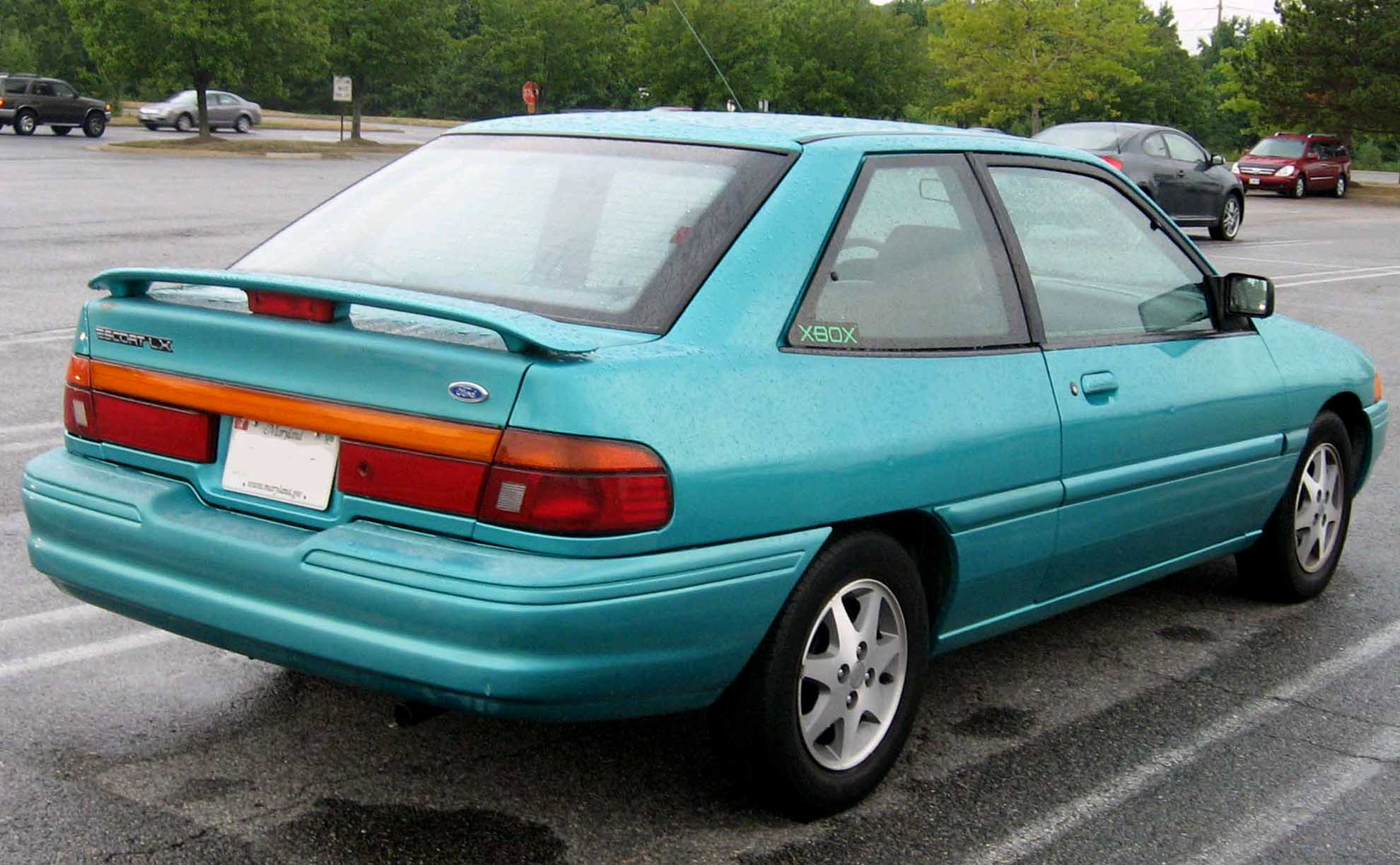
Ford Escort driedeurs hatchback
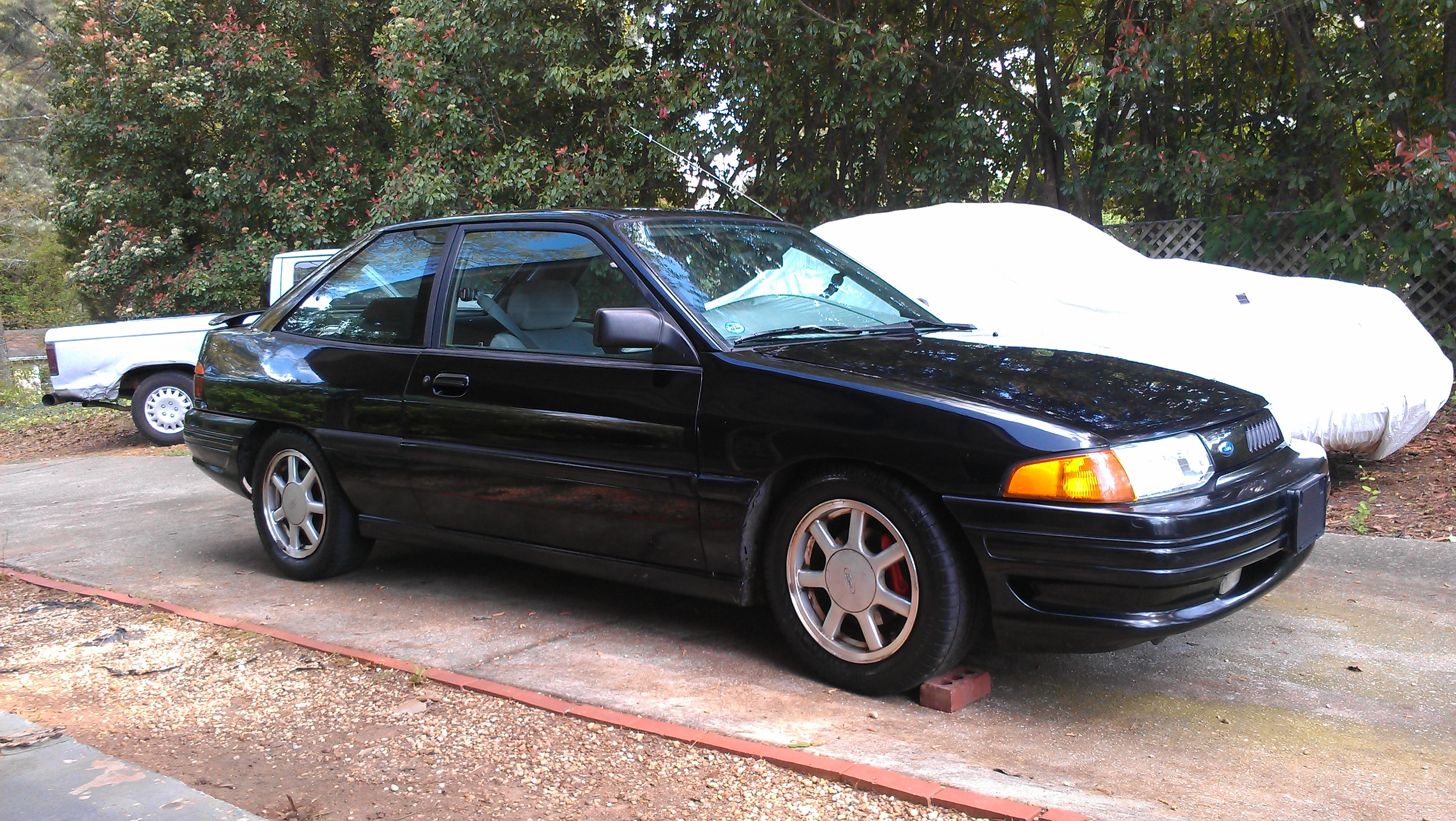
Ford Escort GT

## Derde generatie (1997-2003)
In 1996 presenteerde Ford de derde generatie van de Escort, die eveneens op het Mazda B platform gebaseerd was. De derde generatie was niet langer beschikbaar als hatchback maar alleen als vierdeurs sedan en vijfdeurs stationwagen. Daarnaast werd er ook een nieuwe sportieve coupé aan het gamma toegevoegd, de Escort ZX2, die de Ford Probe verving als compacte sportwagen van Ford.
De sedan en stationwagen waren beschikbaar met het Base en LX uitrustingsniveau en werden aangedreven door een 2,0L viercilinder benzinemotor met 82 kW (110 pk), gekoppeld aan een handgeschakelde vijfversnellingsbak of een viertraps automaat. Van 1998 tot 2002 werden ze aangeboden in LX- en SE-versie.
De stationwagen nam grotendeels de carrosserie van de tweede generatie over maar kreeg wel een hertekende voorkant en een nieuw interieur. In 2000 werd de productie van de Escort stationwagen stopgezet. Voor de Escort sedan viel het doek eind 2001, al bleef deze nog wel leverbaar voor fleetklanten en als huurwagen. In 2002 werd de Escort definitief vervangen door de Ford Focus.

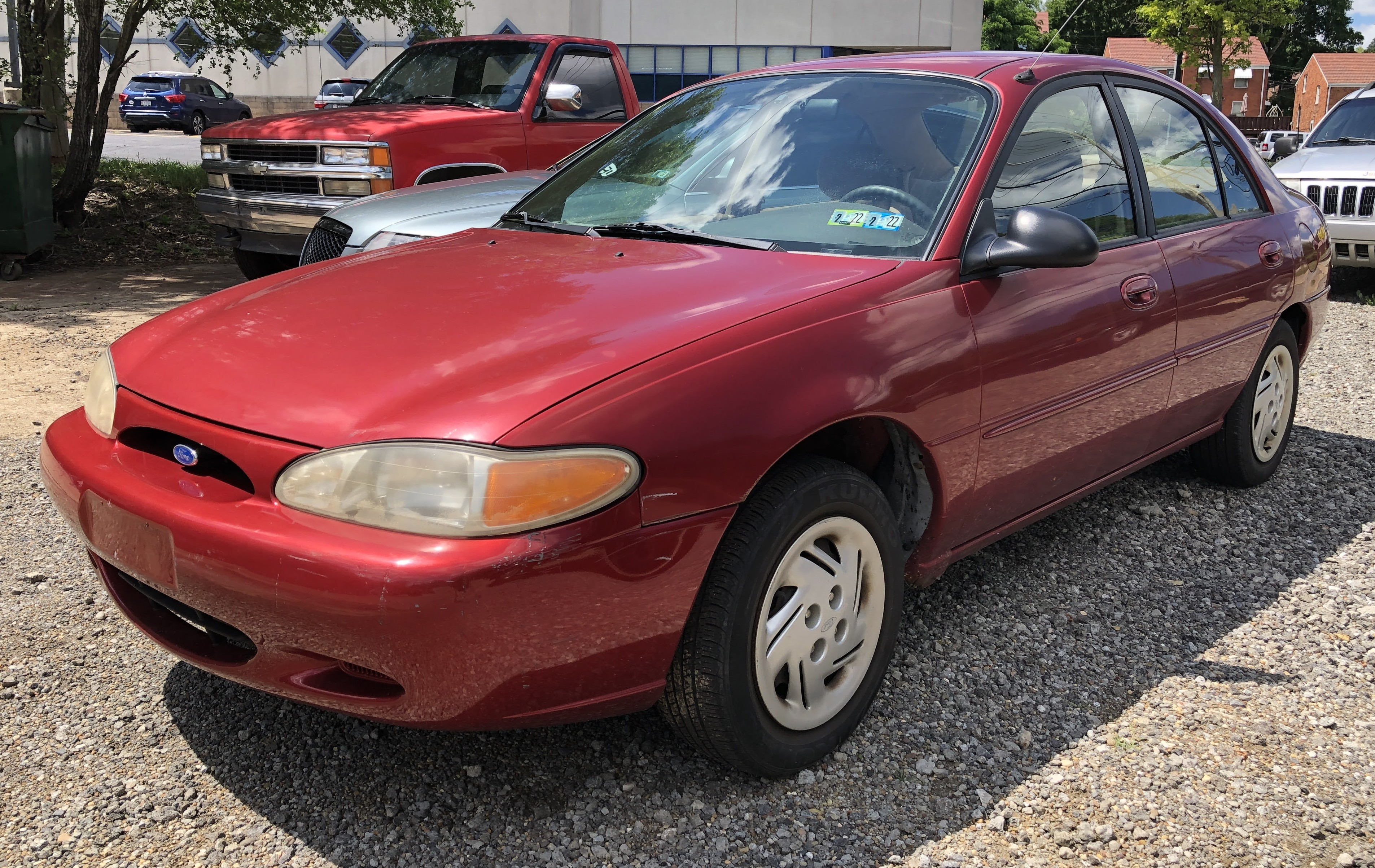
Ford Escort sedan (1997-2001)
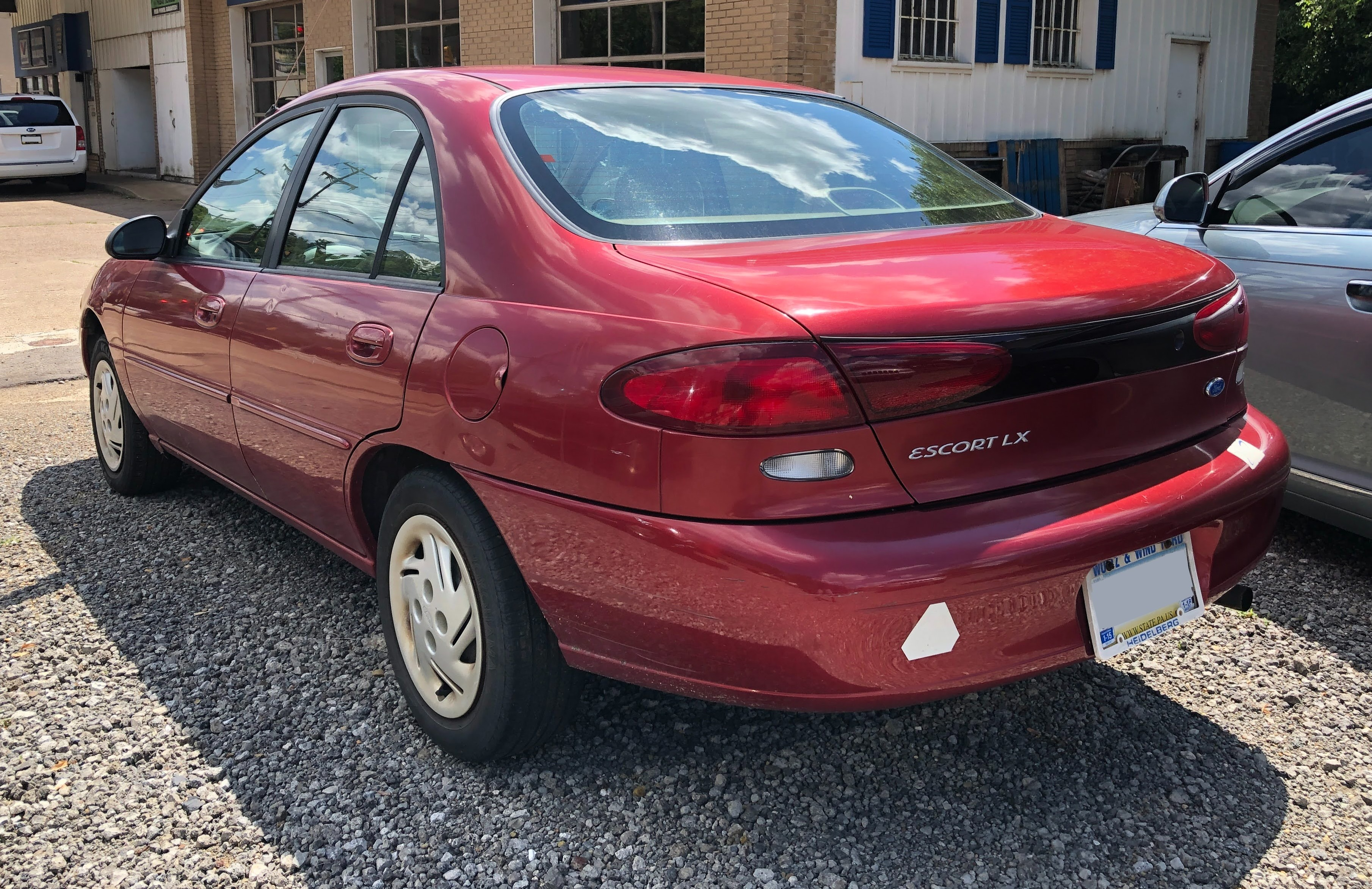
Ford Escort sedan (1997-2001), achteraanzicht
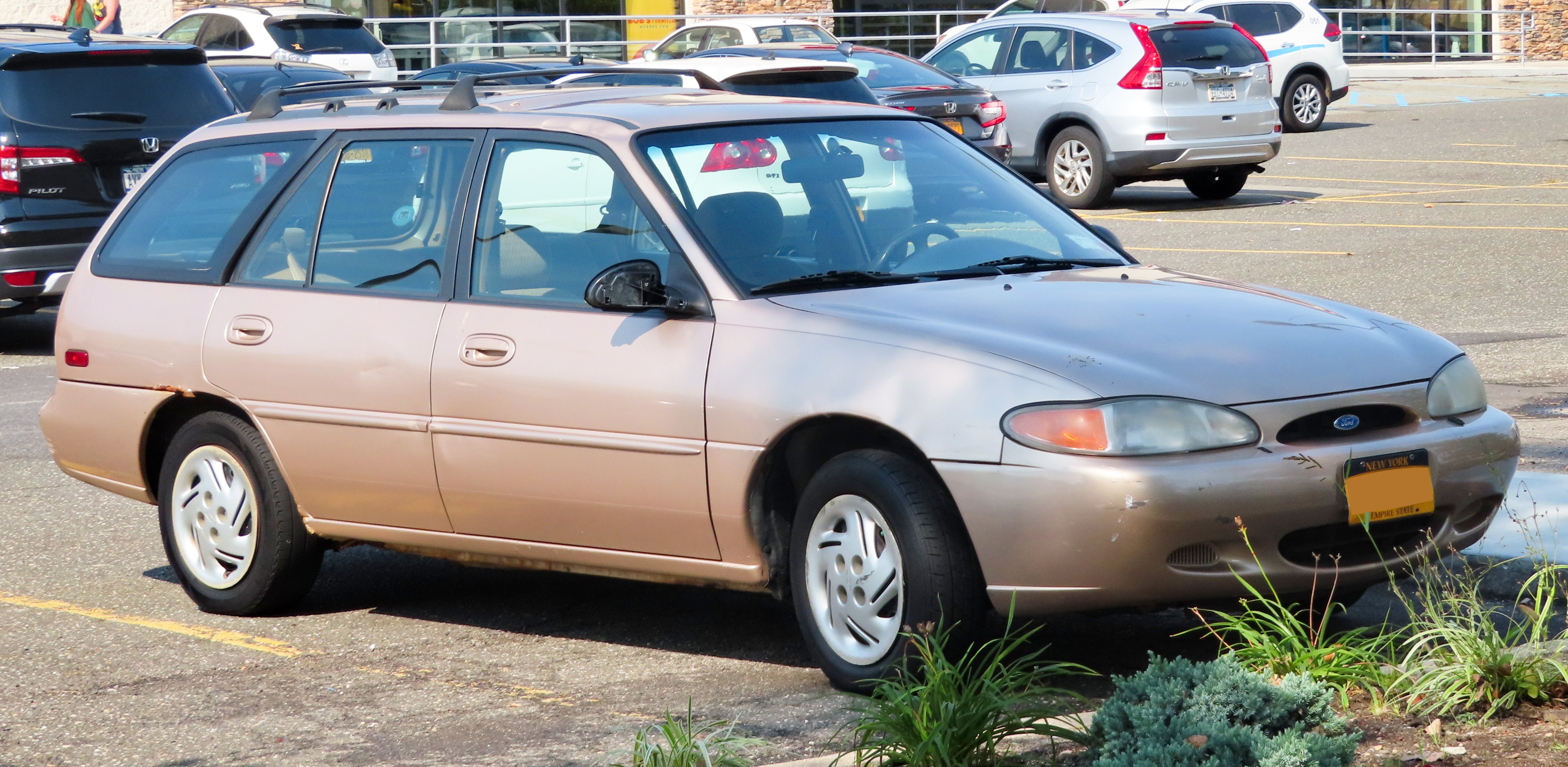
Ford Escort stationwagen (1997-1999)
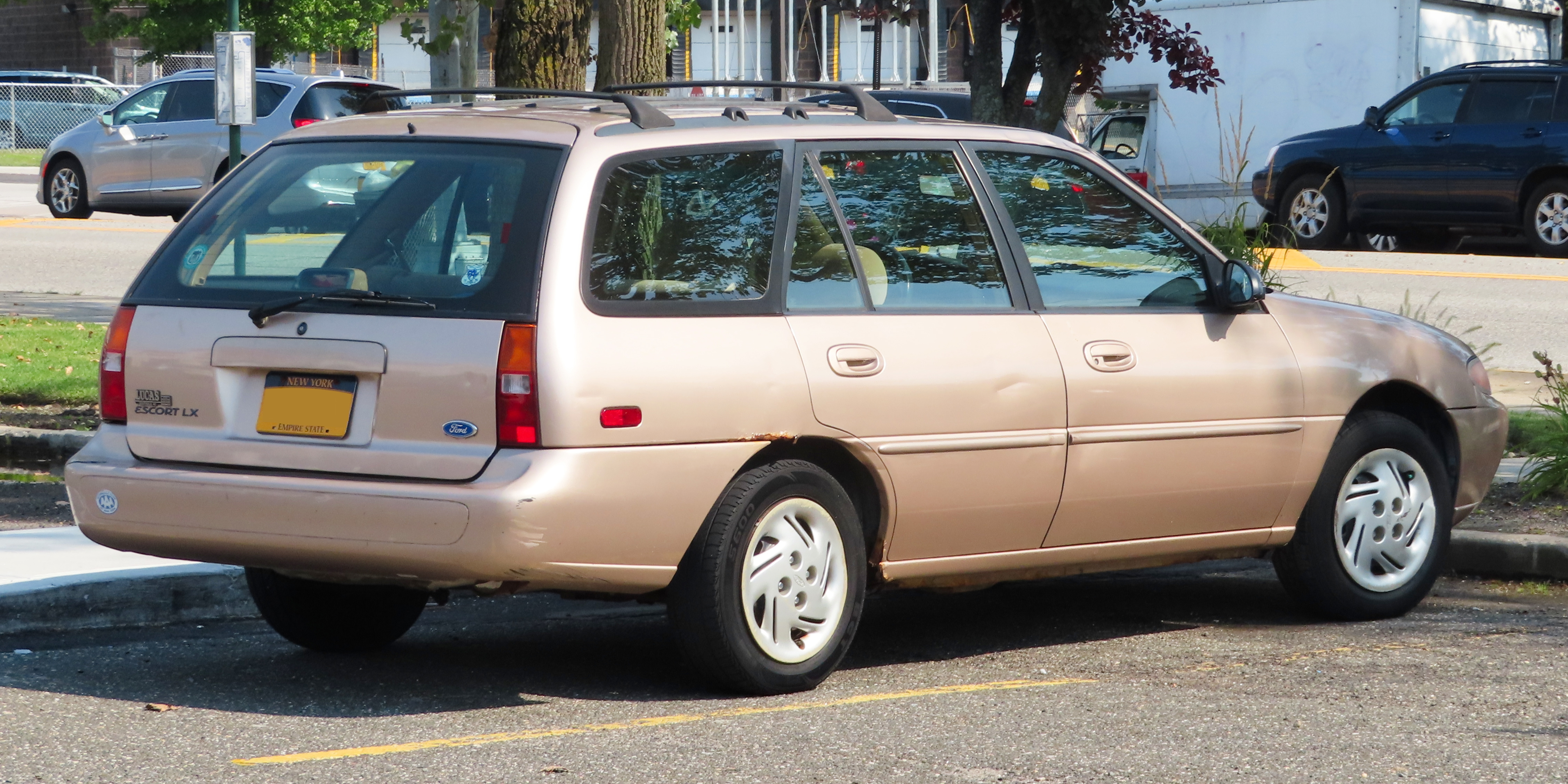
Ford Escort stationwagen (1997-1999), achteraanzicht

### ZX2
Op basis van de derde generatie Escort werd van 1997 tot 2003 een tweedeurs coupé gebouwd: de Escort ZX2. Deze was niet uitgerust met de 2,0L motor uit de sedan maar kreeg een 2,0L Ford Zetec motor met twee bovenliggende nokkenassen die een vermogen van 97 kW (132 pk) leverde. 
Toen eind 2001 de Escort van de Amerikaanse markt verdween werd ook bij de coupé de naam Escort weggelaten en heette de wagen alleen nog ZX2. In 2002 kreeg de voorkant nog een kleine facelift, in 2003 werd de productie stopgezet.

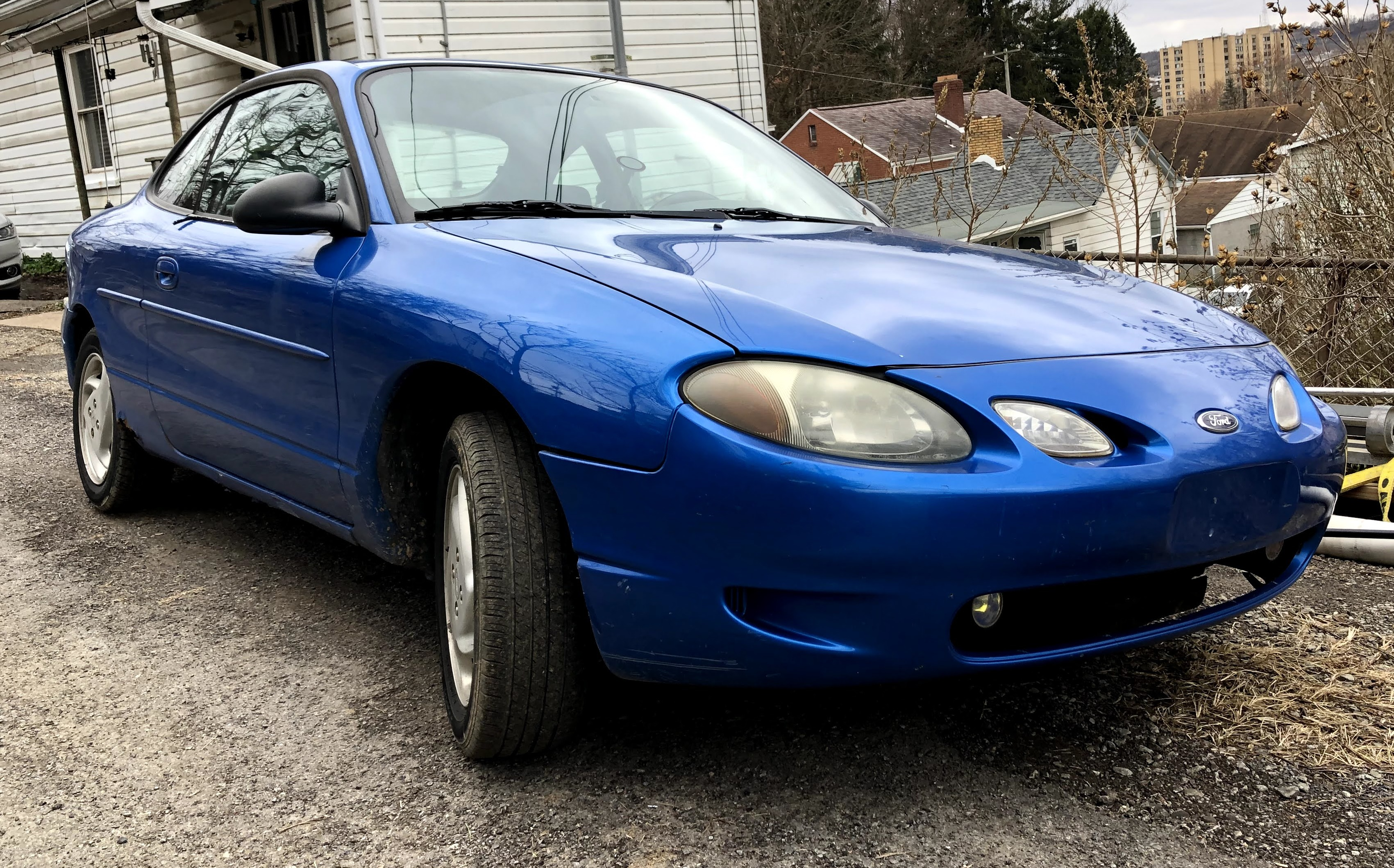
Ford ZX2
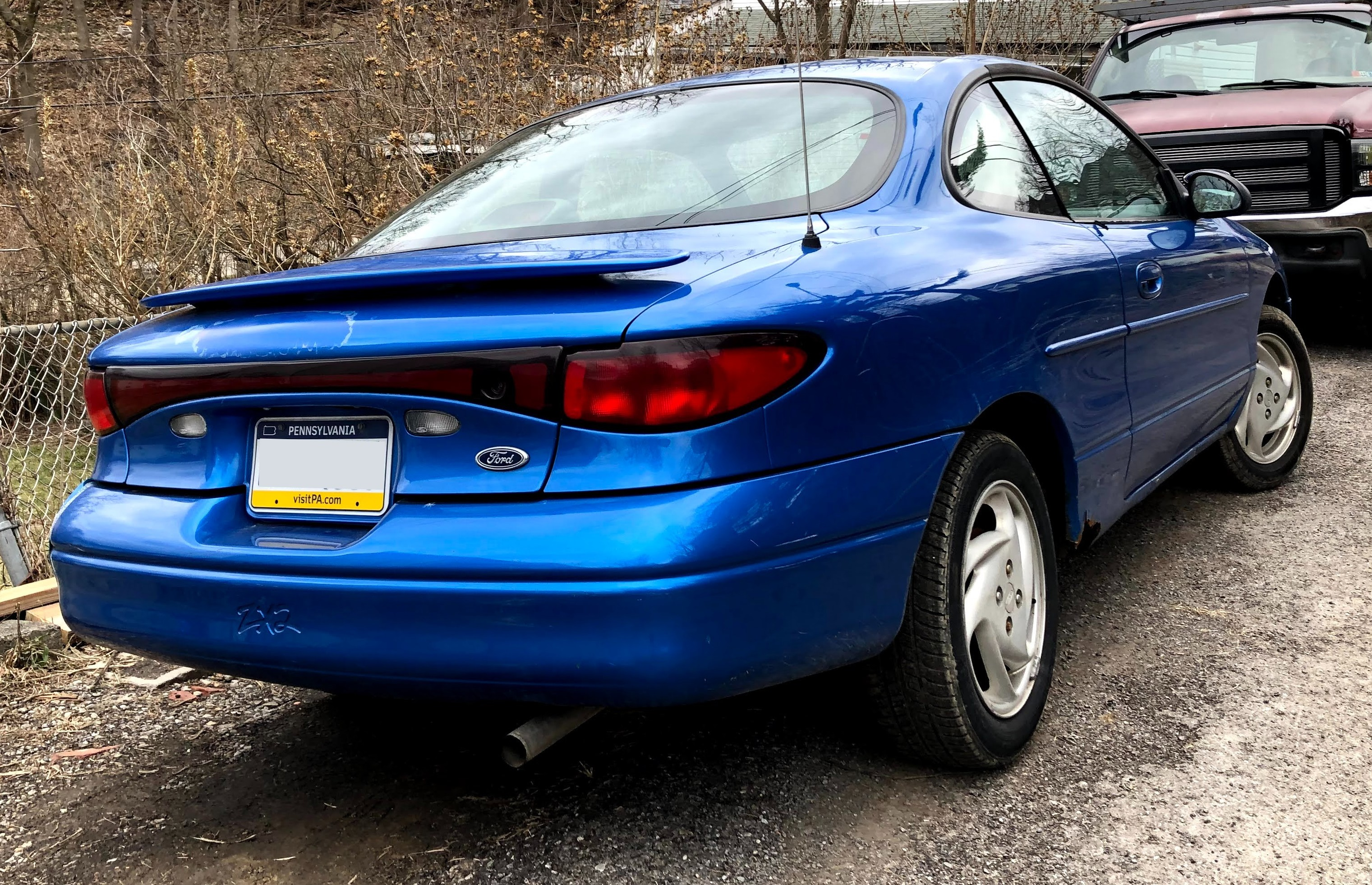
Ford ZX2, achteraanzicht
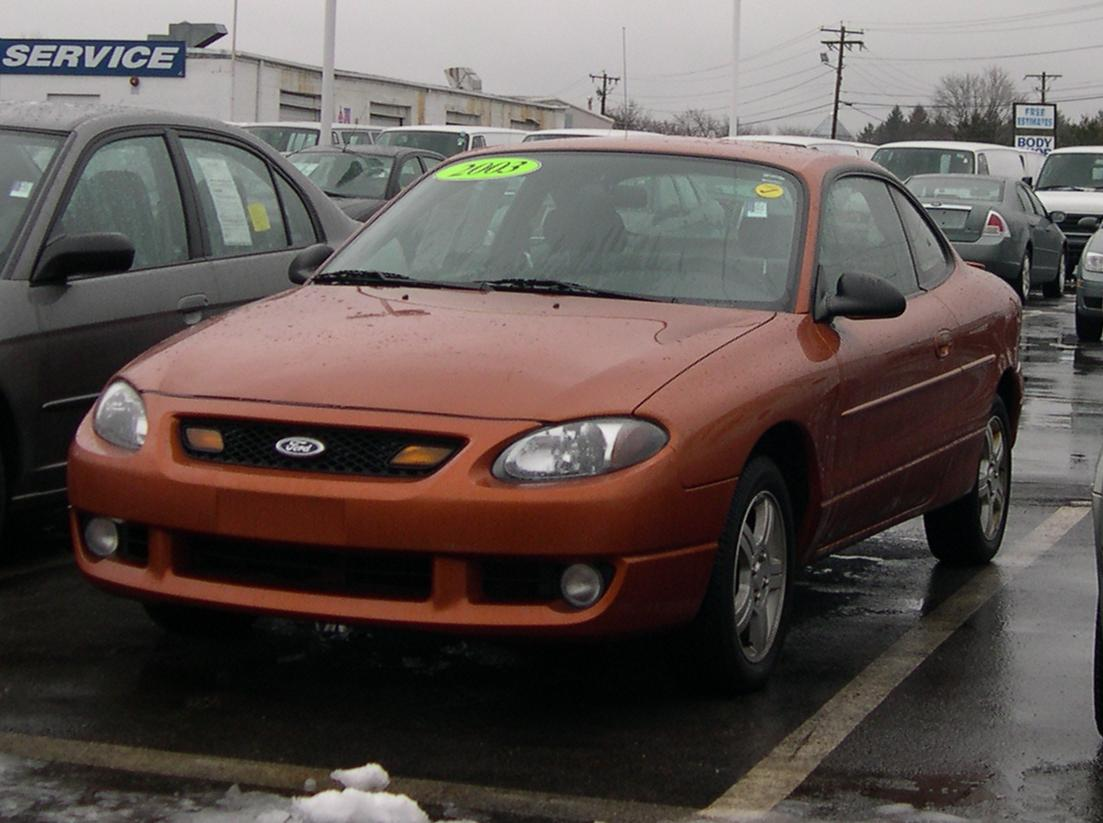
Ford ZX2 (facelift)
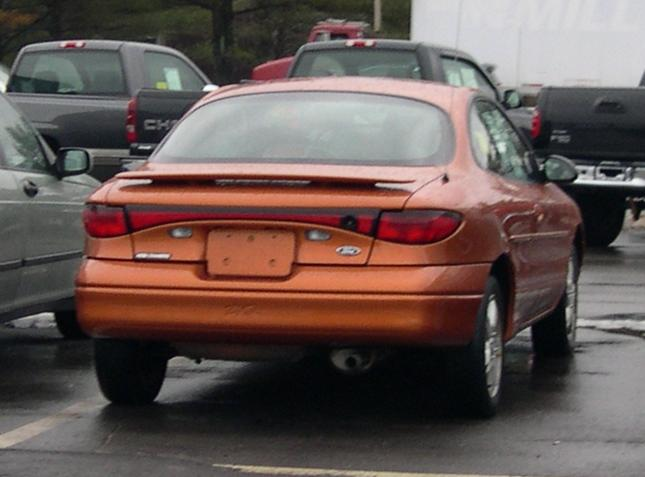
Ford ZX2 (facelift), achteraanzicht